# 窒素循環

窒素循環のモデル図

窒素循環（ちっそじゅんかん、英：Nitrogen cycle）は、地球上において窒素が大気圏、岩石圏、生物圏などの各環境間でやり取りされる中で形成される大きな循環をいう。炭素循環などともに生物地球化学的循環の一つ。地球上の生物にとって窒素はタンパク質や核酸の主要構成要素であり、必須元素の一つである。

## 概要
窒素循環は複数の反応に分けられ（右図）、各反応で窒素は様々な化学的形態をとる（N2, NH4+, N2O, NO2-, NO3-など）。それぞれの化合物に対して生産者と分解者（その物質を代謝できる生物）が存在する。地球における窒素の最大の貯蔵所は大気であり、大気の78%は窒素ガス（N2）である。窒素ガスは極めて不活性な物質であり、そのままではほとんどの生物は利用できない。しかし、一部の生物は窒素固定と呼ばれる能力をもち、このプロセスによって窒素ガスは生物に利用可能な形（アンモニア）に化学的に変換される。固定されたアンモニアはイオン化してアンモニウム（NH4+）として通常存在する。窒素固定能力を持つ生物（窒素固定菌）はバクテリアかアーキア（メタン菌）であり、真核生物では知られていない。窒素固定菌は、例えばマメ科植物の根に共生する根粒菌が有名であるが、好気性、嫌気性どちらの生物も知られている。
アンモニウムは亜硝酸菌によって代謝され、亜硝酸塩（NO2-）に変化する。亜硝酸塩はさらに硝酸菌に利用されて硝酸塩（NO3-）に変化する。植物と菌類はこれら硝酸塩中の窒素を利用して、窒素を含む各種生体物質（タンパク質や核酸など）を合成する。これら有機物はさらに他の生物に利用される（大部分の生物は亜硝酸塩、硝酸塩を利用できない）。硝酸塩の一部は硝酸還元菌によって最終的に窒素ガスにまで還元され（脱窒）、大気中に戻る。
窒素固定は、雷によって無機的にも起きる。雷のもつエネルギーにより、大気中の窒素（N2）と酸素（O2）が反応して各種窒素酸化物（NOx）が生成し、これは多くの生物に利用可能である。ただし、この反応は生物が光合成により酸素を生成して地球大気中に放出するようになってから発生したものであり、酸素のない他の惑星では起きない。一方、熱水噴出孔において無機的に窒素ガスがアンモニウムに還元される反応も知られている。
また20世紀以降、人工的な窒素固定方法が産業的に広く利用されており、ヒト以外の生物による窒素固定に匹敵する規模となっている（後述）。これは窒素循環のサイクルの中で、窒素固定菌とは別に新たにヒトという種が重要な構成要素となっていることを意味する。

## 動物の窒素代謝
動物は、炭素などと同様に窒素を直接生体内に取り込むことはできない。よって食べ物などを通して有機物中の窒素を取り込む。ヒトは、取り入れた窒素のうち過剰分は、水溶性の尿素（カルバミド）の形で排出する。一方、硬い殻を有する卵生動物では、尿を殻の外に排泄できないため、水にほぼ不溶の尿酸の形で排出することで有害性と浸透圧の問題を解決している。一般的に窒素の排泄は、哺乳類、両生類、軟骨魚類では尿素、鳥類や爬虫類では尿酸、硬骨魚類ではアンモニアのかたちで行われる。軟骨魚類は、浸透圧調節のため、尿素やトリメチルアミンオキサイドを体内に蓄積している。

## 岩石圏の窒素
生物によってとりこまれた窒素は地球表層に大部分はとどまり、再び生物に取り込まれるか大気圏に戻る。しかし一部の窒素は、有機物ないし無機物の形で堆積物中に保存されたまま、プレートテクトニクスに伴ってマントルにまで到達する。地球深部での窒素は、窒素ガス、アンモニウム、ダイアモンドの一部、金属状の窒化物などの形で存在する。マントル内の窒素は火山活動によって最終的には地球表層および大気圏に戻る。

## 人工的な窒素固定
20世紀に入り、ハーバー・ボッシュ法が発明され、窒素と水素からアンモニアが合成されるようになった。またオストワルト法によりアンモニアから硝酸が人工的に作られ、肥料として用いられるようになった。これらの化学手法が工業化されることで、現在の生体窒素の半分が工業的に固定化された窒素を利用している。言い換えると、我々の体内にあるタンパク質のうち、半分はどこかの工場でハーバー・ボッシュ法を経たものが、窒素循環により巡ってきたものである。
全世界のアンモニアの年間生産量（2010年）は1.6億tで、そのうち8割が肥料用であると言われている。生物による窒素固定は1.8億t、雷等の自然放電による生成と排気ガスのNOxで0.4億tと言われている。人工肥料による過剰な窒素は土壌から流出し、河川・沼沢地・海洋で富栄養化や無酸素化などの環境問題を起こしている。人類の安全な活動領域を定めたプラネタリー・バウンダリーによれば、農業による窒素固定の限界値は年間3500万トン、大気中の窒素ガスは年間4400万トン以下という指標が定められている。しかし窒素生産量は2015年時点で1億5000万トンに達している。